# Harry Tañamor
Harry Tañamor  (ur. 20 sierpnia 1977 w Zamboanga City) – filipiński bokser, trzykrotny medalista mistrzostw świata (2001, 2003, 2007) w wadze papierowej.

## Kariera amatorska
W 2001 roku podczas mistrzostw świata w Belfaście zdobył brązowy medal w wadze papierowej. 
W 2003 roku zdobył również brązowy medal w tej samej wadze, podczas mistrzostw świata. W półfinale uległ srebrnemu medaliście tych igrzysk Zou Shimingowi.
W 2004 roku startował na Igrzyskach olimpijskich w Atenach. Filipińczyk odpadł w 2 rundzie, przegrywając z Koreańczykiem Hong Moo-Won. 
W 2007 roku podczas mistrzostw świata w Chicago zdobył srebrny medal. W finale przegrał wysoko na punkty z Zou Shimingiem.
W 2008 roku startował po raz kolejny na igrzyskach olimpijskich. Tañamor odpadł już w 1 rundzie, przegrywając z Manyo Plange, z Ghany.